# Administradora de Fondos de Cesantía
La Administradora de Fondos de Cesantía de Chile (AFC Chile) es el administrador privado del seguro de desempleo, impuesto a través de la ley 19 728 del año 2001. Fue creada en enero de 2002 al adjudicarse la licitación pública convocada por el Gobierno para administrar el seguro de desempleo por un periodo de 10 años. Como sociedad anónima, está integrada por las administradoras de fondos de pensiones (AFP).

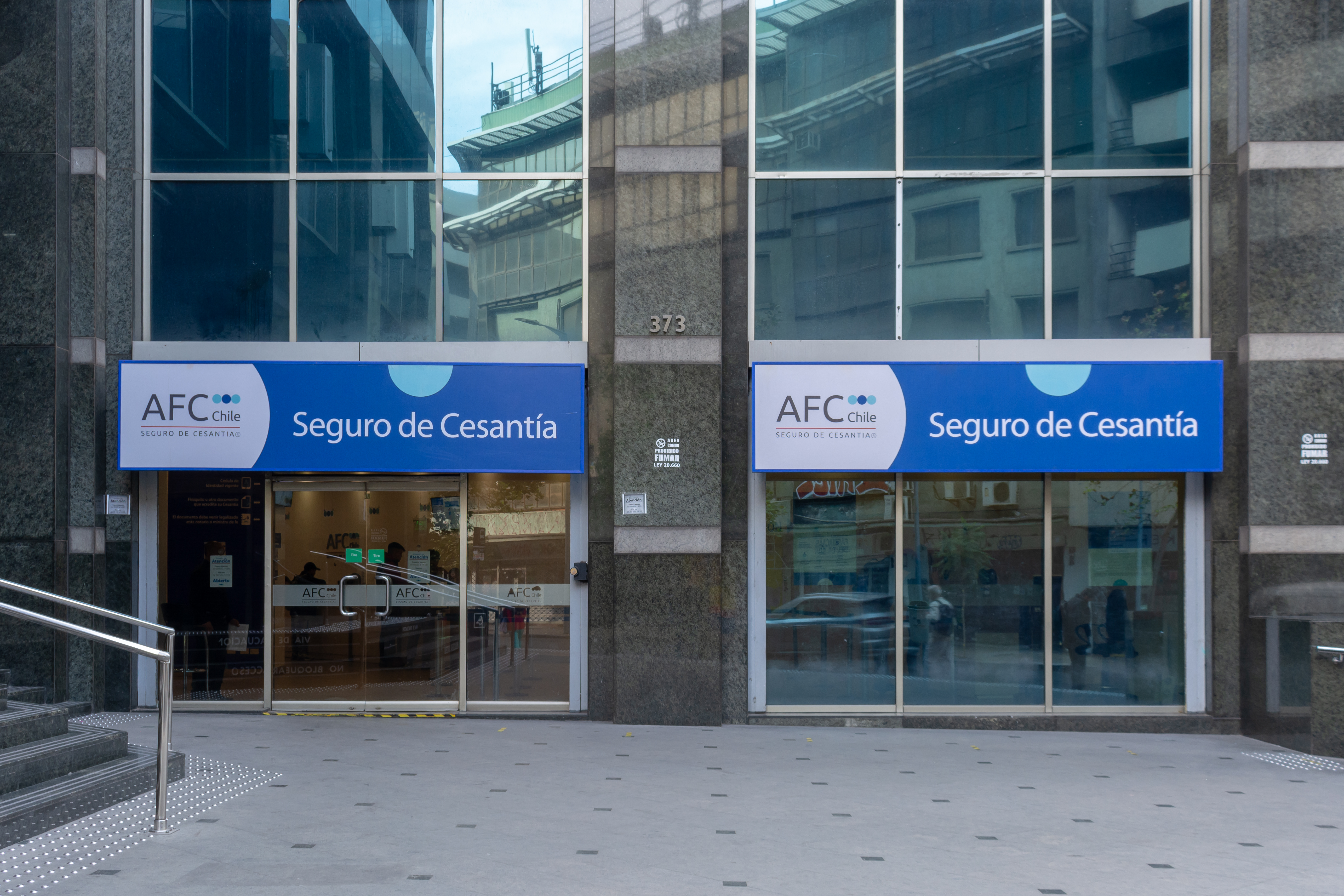
Oficina de AFC Chile en Santiago.

La AFC está encargada de recaudar, administrar, actualizar e invertir los fondos de cesantía, los cuales están integrados por la Cuenta Individual de Cesantía y el Fondo de Cesantía Solidario, cuyo objetivo final es pagar los beneficios que corresponden cuando un trabajador pierde su empleo. Las actividades de la empresa son supervigiladas, controladas y fiscalizadas por la Superintendencia de Pensiones de Chile.